# 소아공포증
소아공포증(小兒恐怖症, pedophobia)은 공포증의 일종으로, 아이들과 접촉을 무서워하는 심리 상태를 말한다. 직접적인 접촉뿐만 아니라 아이들과의 접촉을 상기시키는 모든 사건을 기피하는 경우가 있다.

## 같이 보기
- 연령 차별